# Anniella stebbinsi
Espèce

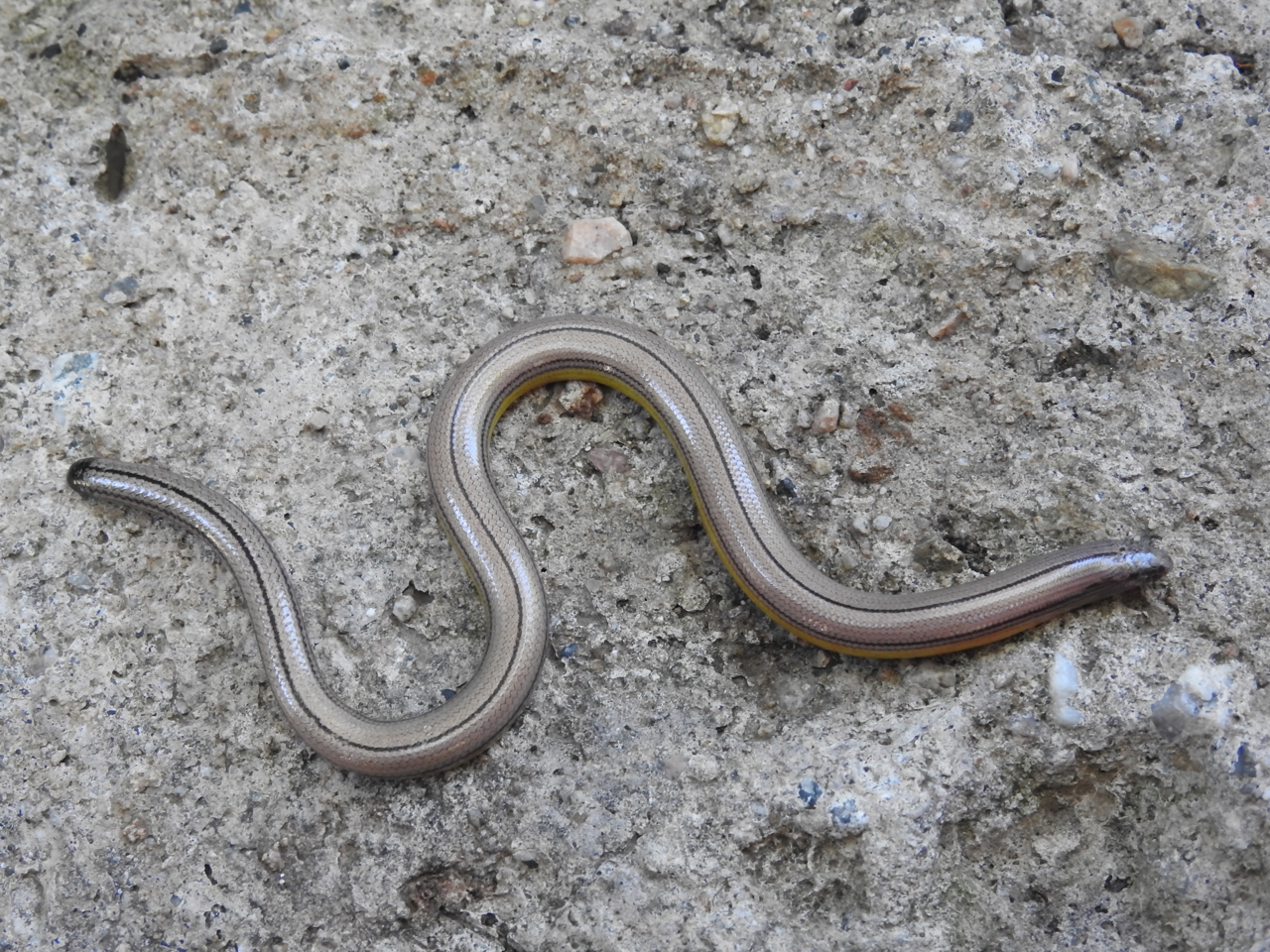

Anniella stebbinsi est une espèce de sauriens de la famille des Anniellidae.

## Répartition
Cette espèce se rencontre dans le sud de la Californie aux États-Unis et dans le nord de la Basse-Californie au Mexique.

## Description
Le mâle holotype mesure 223 mm dont 81 mm pour la queue.

## Étymologie
Cette espèce est nommée en l'honneur de Robert Cyril Stebbins (1915-).

## Publication originale
- Papenfuss & Parham, 2013 : Four New Species of California Legless Lizards (Anniella). Breviora, no 536, p. 1-17 (texte intégral).